# جت منطقه‌ای

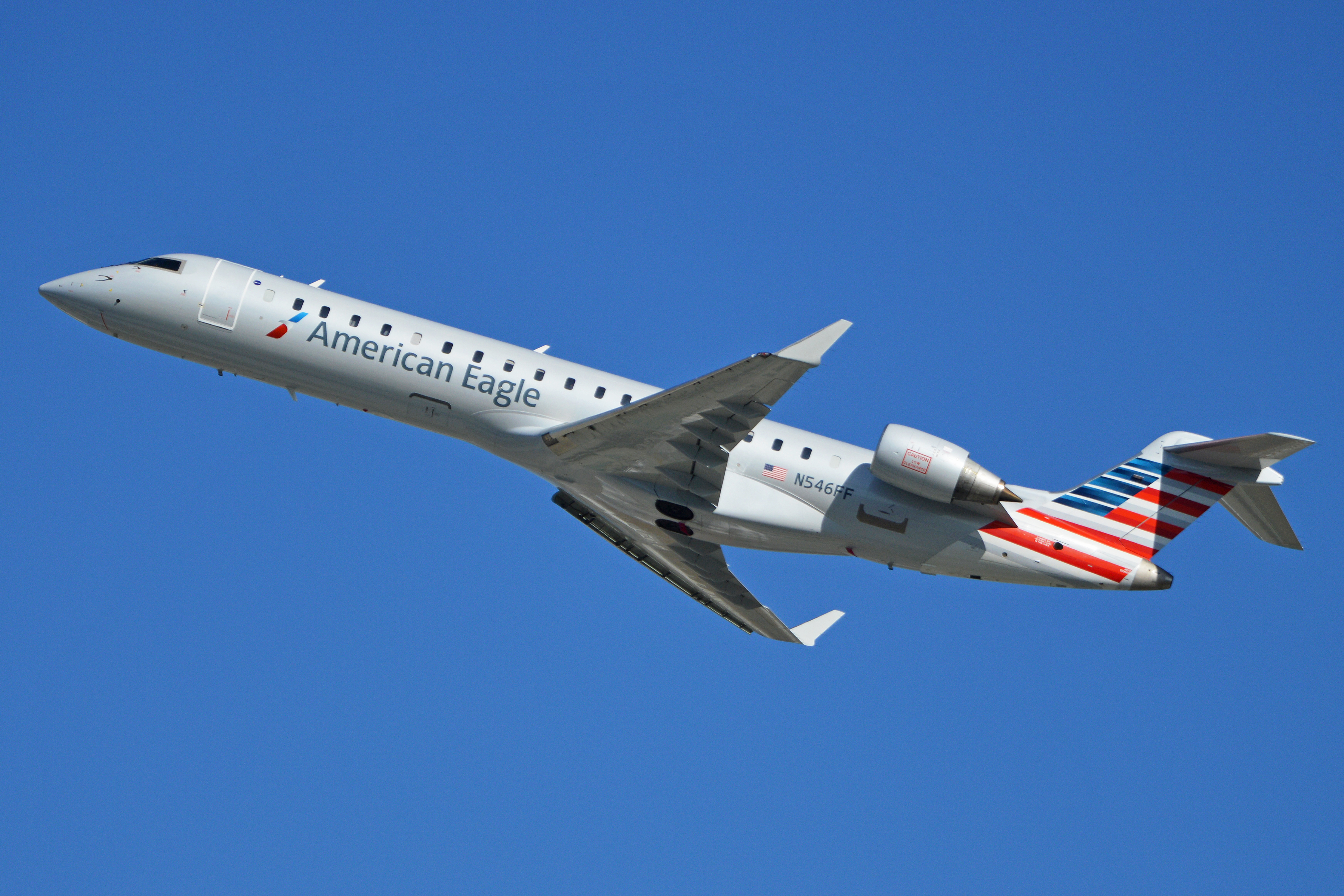
تا اکتبر ۲۰۱۸، ۱۸۰۰ جت منطقه‌ای کانادایر تحویل داده شده بود.

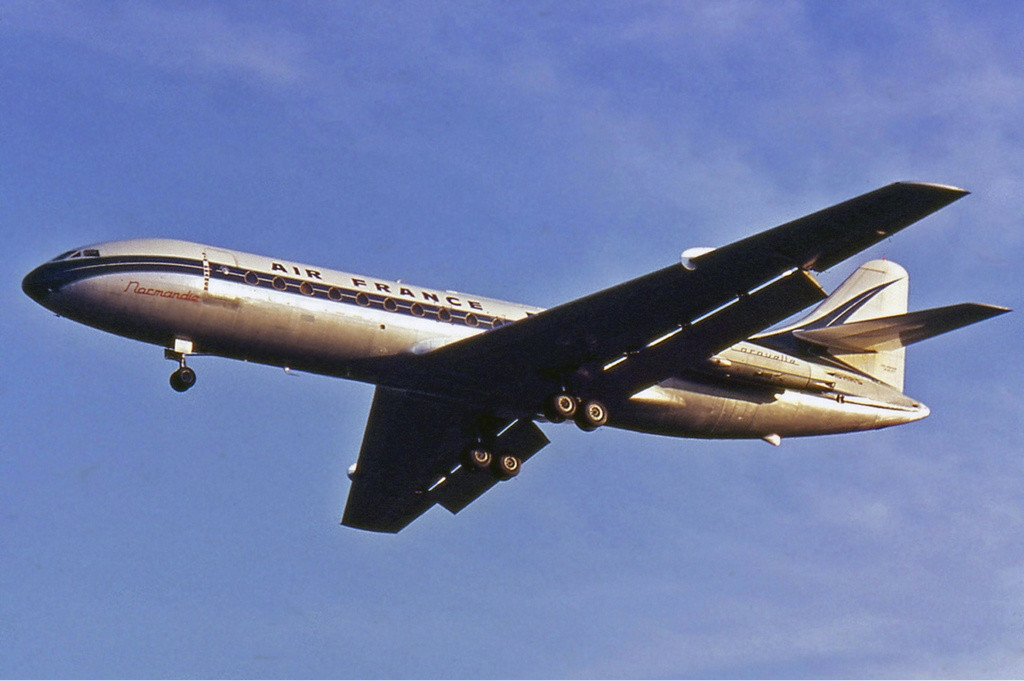
سود اویاسیون کاراوله در سال ۱۹۵۹ معرفی شد

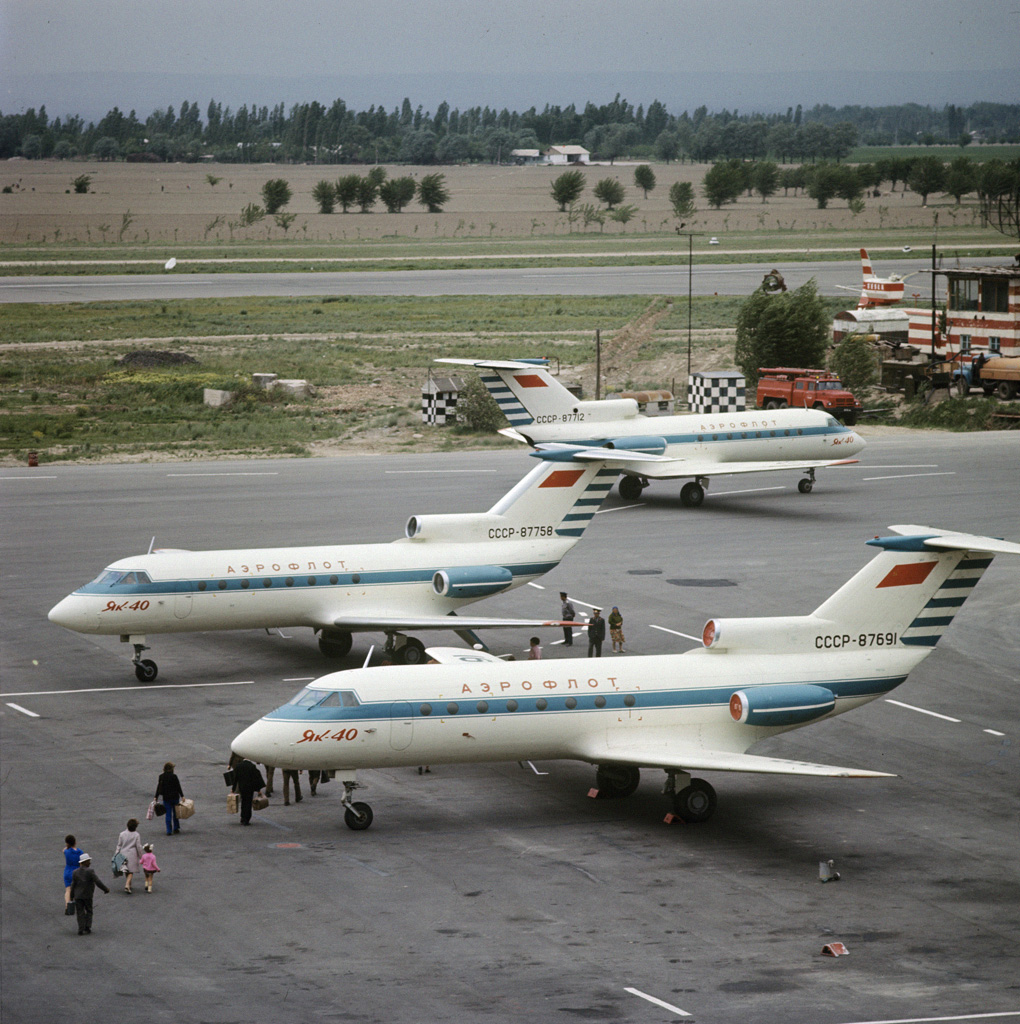
یاکوولف یاک-۴۰ در سال ۱۹۶۸ معرفی شد.

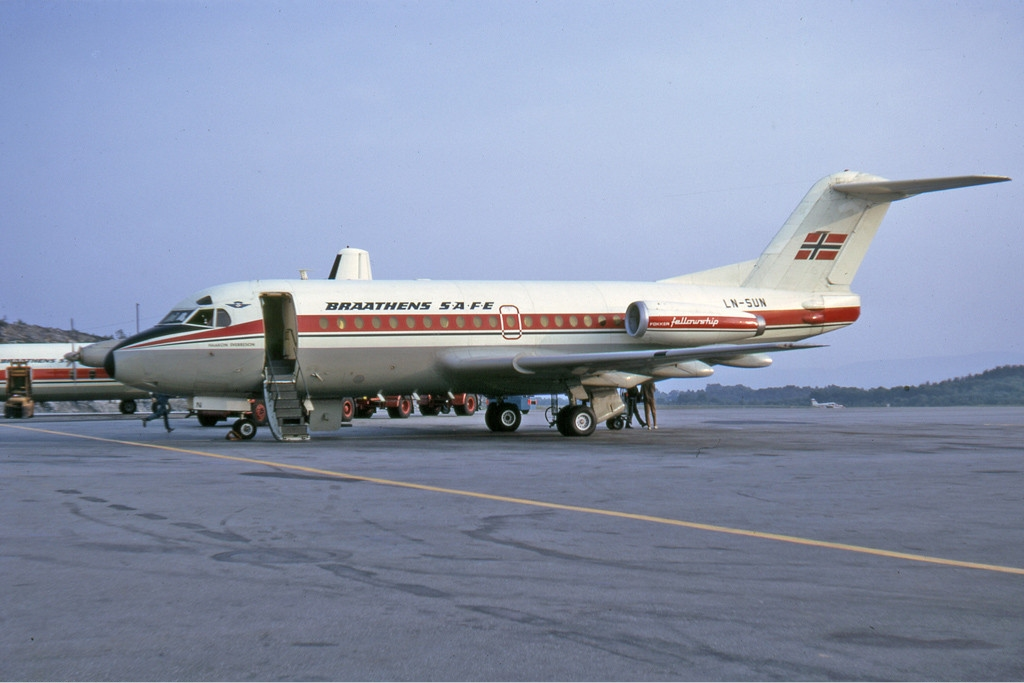
فوکر ۲۸ در سال ۱۹۶۹ معرفی شد.

جت منطقه‌ای (به انگلیسی: Regional Jet) (مخفف انگلیسی: RJ) یک هواپیمای جت با کمتر از ۱۰۰ صندلی است. نخستین بار، جت منطقه‌ای در سال ۱۹۵۹ با نام سود اویاسیون کاراوله معرفی شد و پس از آن فوکر ۲۸، یاکوولف یاک-۴۰ و بی‌ای‌ئی ۱۴۶ در این حوزه تولید شدند. دهه ۱۹۹۰ شاهد ظهور جت منطقه‌ای کانادیر و همتای دیگرش امبرائر بود که به صورت گسترده هواپیماهای با ابعاد کوچک را تولید می‌کردند. سپس امبرائر، خانواده ئی-جت به صورت وسیع وارد این بازار شد.

## تعریف
«جت منطقه‌ای» یک اصطلاح صنعتی است و نه یک طبقه‌بندی قانونی. این ترکیب به هواپیماهای با ظریف کمتر از ۱۰۰ صندلی گفته می‌شود. معمولاً این هواپیماها ظرفیت محدود با دو خدمه پرواز هستند. فلایت گلوبال هواپیماهای با ۶۶ تا ۱۴۶ صندلی را برای خانواده امبرائر ئی-جت و هواپیماهای با ۱۱۶–۱۴۱ صندلی را ایرباس ای۲۲۰ (که پیش‌تر با عنوان سری سی بمباردیه شناخته می‌شد) به عنوان جت منطقه‌ای به حساب می‌آورد.

## مدل‌ها

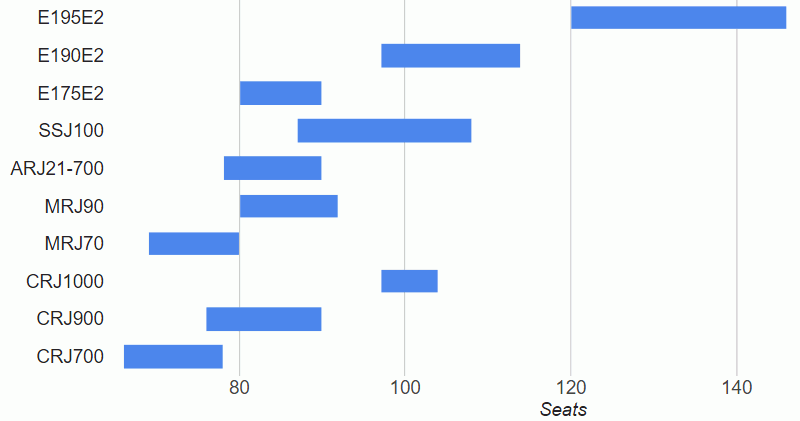
مقایسه گرافیکی بین هواپیماها، بر اساس تعداد صندلی‌ها.

| مدل                            | تعداد صندلی | صندلی‌ها در هر ردیف | معرفی | پایان تولید  | ساخته شده | دولت          | در حال خدمت | سفارشات |
| ------------------------------ | ----------- | ------------------ | ----- | ------------ | --------- | ------------- | ----------- | ------- |
| سود اویاسیون کاراوله           | ۸۰–۱۴۰      | ۵                  | ۱۹۵۹  | ۱۹۷۲         | ۲۸۲       | پیوند=\|حاشیه | ۰           |         |
| یاکوولف یاک-۴۰                 | ۳۲          | ۴                  | ۱۹۶۸  | ۱۹۸۱         | ۱۰۱۱      | پیوند=\|حاشیه | ۲۲          |         |
| فوکر ۲۸                        | ۵۵–۷۰       | ۵                  | ۱۹۶۹  | ۱۹۸۷         | ۲۴۱       | پیوند=\|حاشیه | ۱           |         |
| وی‌اف‌دبلیو-فوکر ۶۱۴             | ۴۰–۴۴       | ۴                  | ۱۹۷۵  | ۱۹۷۷         | ۱۹        | پیوند=\|حاشیه | ۰           |         |
| بی‌ای‌ای ۱۴۶ / آور آرجی          | ۷۰–۱۱۲      | ۵                  | ۱۹۸۳  | ۲۰۰۱         | ۳۸۷       | پیوند=\|حاشیه | ۱۱۸         |         |
| فوکر ۱۰۰                       | ۹۷–۱۲۲      | ۵                  | ۱۹۸۸  | ۱۹۹۷         | ۲۸۳       | پیوند=\|حاشیه | ۱۰۹         |         |
| بمباردیه سی‌آرجی ۱۰۰/۲۰۰        | ۵۰          | ۴                  | ۱۹۹۲  | ۲۰۰۶         | ۱۰۲۱      | پیوند=\|حاشیه | ۴۹۸         |         |
| فوکر ۷۰                        | ۷۲–۸۵       | ۵                  | ۱۹۹۴  | ۱۹۹۷         | ۴۸        | پیوند=\|حاشیه | ۲۳          |         |
| امبرائر خانواده ئی‌آرجی         | ۳۷–۵۰       | ۳                  | ۱۹۹۷  | در حال تولید | ۱۲۱۳      | پیوند=\|حاشیه | ۵۰۵         | ۰       |
| فیرچایلد دورنیه ۳۲۸جت          | ۳۰–۳۳       | ۳                  | ۱۹۹۹  | ۲۰۰۴         | ۱۱۰       | پیوند=\|حاشیه | ۱۱          |         |
| بمباردیه سی‌آرجی ۷۰۰/۹۰۰/۱۰۰۰   | ۶۶–۱۰۴      | ۴                  | ۲۰۰۱  | در حال تولید | ۸۲۲       | پیوند=\|حاشیه | ۷۷۷         | ۵۴      |
| امبرائر خانواده ئی-جت          | ۶۶–۱۲۴      | ۴                  | ۲۰۰۴  | در حال تولید | ۱۴۱۴      | پیوند=\|حاشیه | ۱۳۴۶        | ۱۳۳     |
| آنتونوف-۱۴۸                    | ۶۸–۹۹       | ۵                  | ۲۰۰۹  | در حال تولید | ۴۲        | پیوند=\|حاشیه | ۷           | ۱       |
| سوخو سوپرجت ۱۰۰                | ۸۷–۱۰۸      | ۵                  | ۲۰۱۱  | در حال تولید | ۱۵۹       | پیوند=\|حاشیه | ۱۱۴         | ۲۷      |
| Comac ARJ21                    | ۷۸–۱۰۵      | ۵                  | ۲۰۱۶  | در حال تولید | ۹         | پیوند=\|حاشیه | ۵           | ۱۰۳     |
| امبرائر خانواده ئی-جت ئی۲      | ۸۰–۱۴۶      | ۴                  | ۲۰۱۸  | در حال تولید | ۸         | پیوند=\|حاشیه | ۳           | ۱۵۳     |
| خانواده میتسوبیشی اسپیس‌جت(MRJ) | ۶۹–۹۲       | ۴                  | ۲۰۲۰  | در حال تولید | ۴         | پیوند=\|حاشیه | ۰           | ۲۰۳     |

| سال | ای‌آرجی | سی‌آرجی۷۰۰ | ئی-جت      | ام‌آرجی-۷۰ | سوپرجت۱۰۰ | آنتونوف-۱۴۸ |
| --- | ------ | --------- | ---------- | --------- | --------- | ----------- |
|     | ۵۵     | ۵۰۳ (۶۱۹) | ۵۸۲ (۸۷۷)  | (۶۵)      | (۱۲۲)     | 1 (50)      |
|     | ۸۷     | ۵۷۶ (۶۴۹) | ۶۷۱ (۹۱۶)  | (۱۵)      | (۱۳۷)     | 5 (72)      |
|     | ۱۸۹    | ۵۹۳ (۶۵۴) | ۷۷۰ (۱۰۱۸) | (۱۵)      | ۳ (۱۶۸)   | (۱۸۰)       |
|     |        |           |            |           |           |             |
|     | ۲۵۲    | ۶۳۶ (۷۲۵) | ۹۶۶ (۱۲۱۲) | (۱۶۵)     | ۲۳ (۲۲۹)  |             |